# Bornstedt
Bornstedt est un quartier de Potsdam, en Allemagne.

## Situation
Bornsted est bordé par la Pappelallee (allée des Peupliers) et le parc du château de Sanssouci au sud, la rue Admussen à l'ouest, et par la Nedlitzer Straße au nord et à l'est.
Les quartiers voisins sont Jägervorstadt au sud, Nauener Vorstadt à l'est, Nedlitz au nord et Bornim à l'ouest.

## Sites du quartier
- Domaine royal de Bornstedt
- Cimetière de Bornstedt où repose Peter Joseph Lenné, Ferdinand von Arnim, Ludwig Persius, Henri de Catt, Gillis Grafström, Ludwig von Reuter, Guillaume-Charles de Prusse